# Pablo Ibáñez
Pour les articles homonymes, voir Ibáñez.
Pablo Ibáñez Tebar, né le 3 août 1981 à Madrigueras (Espagne), est un footballeur espagnol au poste de défenseur. Il était international espagnol avec 23 sélections.

## Biographie
À la fin de la saison 2012-13, il part du Birmingham City.

## Carrière
- 2002-2004 : Albacete Balompié  Espagne
- 2004-2010 : Atlético de Madrid  Espagne
- 2010-2011 : West Bromwich Albion  Angleterre
- 2011-2013 : Birmingham City[1],[2],[3],[4]  Angleterre

## Palmarès
- Atlético Madrid
  - Ligue Europa
    - Vainqueur : 2010

  - Coupe Intertoto
    - Vainqueur : 2007

  - Coupe d'Espagne
    - Finaliste : 2010